# Club présences d'esprits
Le Club présences d’esprits est une association loi de 1901 française d’amateurs de science-fiction et de fantasy dont le siège est à Paris.

## Création et membres
Créée en 1992 à partir du courrier des lecteurs de la défunte collection Présence du futur, l’association compte plusieurs centaines de membres à travers toute la France.

## Publications
Elle publie la revue trimestrielle Présences d'esprits, plus vieille revue d’actualité de l’imaginaire française en activité (trimestriel format A4 au prix de 5€ qui propose dans chaque numéro des critiques de livres, bandes dessinées, films, jeux et séries télé et un dossier sur un auteur ou un mouvement littéraire), ainsi que le fanzine AOC (Aventures oniriques et compagnie) destiné aux nouvelles et à l’écriture.

## Travaux
L’association est présente dans les festivals et conventions de science-fiction et de littératures de l'imaginaire. Elle organise des ateliers d’écriture et d’illustration, généralement dans la région parisienne. Elle se double aussi d'un club de jeu de rôle, les ludothérapeutes, dont les membres écrivent une rubrique dans la revue PdE.
Elle organise également chaque année :
- le Prix Merlin, qui récompense des œuvres de fantasy francophone (attribué de 2002 à 2014)
- le Prix Visions du Futur  qui récompense des œuvres de l'Imaginaire  (attribué depuis 1996), étant entendu que par Imaginaire : « La nouvelle devra appartenir au genre des littératures de l’Imaginaire (science-fiction, fantastique, fantasy, merveilleux. » (extrait du règlement)
- Un partenariat avec Geekopolis aboutit à la réalisation d'une anthologie (annuelle, de 2013 à 2015) de l'Imaginaire corrélée aux thèmes de Geekopolis.

L’association a édité plusieurs anthologies: 
- en 2002 une anthologie de nouvelles issue des ateliers d’écriture, Esprits mutants — Première génération  (ISBN 2-9518997-0-X), sous une couverture de Jeam Tag. 
- début 2008, Esprits mutants — Deuxième génération  (ISBN 2-9518997-1-8) est sortie début 2008, avec une couverture de Magali Villeneuve.
- Mars 2009, AOC millésime , reprenant une sélection de nouvelles parues dans les 10 premiers numéros du fanzine AOC est parue en mars 2009 avec une couverture de Ani. Cette anthologie est aujourd'hui épuisée. 
- Mai 2016, Vingt ans de Visions du Futur, reprenant les nouvelles gagnantes du Prix Visions du Futur pendant 20 ans. Cette anthologie est aujourd'hui épuisée. 

L'association a également publié en 2014 un recueil de nouvelles d'Aurélie Wellenstein, Ferrous Occire